# Vila Ferdinanda Hrejsy
Vila Ferdinanda Hrejsy je puristická pětipodlažní rodinná vila z roku 1931, postavená podle návrhu architekta Bohumíra Kozáka pro rodinu prof. ThDr. Ferdinanda Hrejsy, evangelického teologa a církevního historika. Stavba čp. 687 v katastrálním území Střešovice stojí na rohovém pozemku se zahradou vymezeném ulicemi Na Pěkné vyhlídce č. 1 a Střešovická č. 36 v městské památkové zóně vilová kolonie Ořechovka (západní část).

## Historie
Rodinnou vilu pro Ferdinanda Hrejsu navrhl architekt Bohumír Kozák, člen sboru Českobratrské církve evangelické, který byl i autorem poblíž stojícího evangelického kostela. Ferdinand Hrejsa měl s manželkou Emilií, rozenou Malatovou pět dětí. Syn Bohuš Hrejsa (1907–1989) vystudoval teologii a stal se prvním farářem Farního sboru Českobratrské církve evangelické ve Střešovicích. Dcera Jaroslava Hrejsová (1905–1982) se provdala za básníka a spisovatele Viléma Závadu.

## Popis stavby
Stavba obdélného půdorysu o pěti nadzemních podlažích stojí na svažitém pozemku parcely č. 1771 v k.ú. Střešovice. Při jejím návrhu vycházel architekt Kozák z kombinace kvádru s půlválcovou schodišťovou chodbou. Podobný princip uplatnil architekt Otto Rothmayer v návrhu nedaleké vlastní vily). Prosklené 4. nadzemní podlaží není původní, jde o nástavbu z roku 2007. Pás oken přechází na severní a východní straně fasády v krytou verandu. Schodišťový tubus je obrácený do zahrady. V 5. nadzemním podlaží ústí schodiště do samostatného bytového prostoru půloválného půdorysu s rovnou střechou, využívajícího necelou šířku budovy. Prostor je prosvětlen velkými okny a má přístup na střešní terasu. Průčelí vily s balkonem je obráceno do Střešovické ulice, odkud se vstupuje do zahrady. Hlavní vchod do budovy je zespodu, z ulice Na Pěkné vyhlídce č.1. K vile patří zahrada, na které stojí dvě další malé stavby.

## Současnost
Vila je nadále využívána k bytovým účelům příslušníky rodiny Závadových. Hojné popínavé rostliny na fasádě dobře vystihují původní ideu kolonie Ořechovka jakožto zahradního města 